# Сражение при Мортонс-Форд
Сражение при Мортонс-Форд (англ. Battle of Morton's Ford), произошло 6—7 февраля 1864 года на территории вирджинского округа Ориндж в ходе американской гражданской войны. Федеральное командование задумало напасть на Ричмонд со стороны Вирджинского полуострова, и для этого требовалось провести отвлекающую атаку позиций Северовирджинской армии на рубеже реки Рапидан. 6 февраля части II корпуса Потомакской армии перешли Рапидан по броду Мортонс-Форд, но их наступление было остановлено силами корпуса Ричарда Юэлла. 7 февраля федеральная армия отступила, не добившись никакого результата. Провал наступления у Мортонс-Форд показал, что атаковать укрепления Северовирджинской армии с фронта бессмысленно, подобные планы более не рассматривались, что повлияло на планирование весенней кампании 1864 года (Оверлендской кампании).

## Предыстория
В начале февраля 1864 года федеральный генерал-майор Бенжамин Батлер предложил совершить нападение на столицу Конфедерации, Ричмонд. Он предположил, что операции федеральной армии на побережья Северной Каролины заставили южан перебрасывать туда войска из Ричмонда, и это сильно ослабило его укрепления. Он вызвался возглавить отряд в 6000 человек, пройти по Вирджинскому полуострову и неожиданно напасть на Ричмонд. 3 февраля он обсудил этот план с военным секретарём Эдвином Стэнтоном и главнокомандующим войсками США, Генри Халеком. Батлер утверждал, что очень важно не даль генералу Ли возможности усилить Ричмонд, перебросив туда части Северовирджинской армии, а для этого необходимо атаковать его армию на рубеже реки Рапидан.
В те дни временным командиром Потомакской армии был Джон Седжвик. Узнав о планах командования, он стал решительно возражать. Он передал в Вашингтон по телеграфу, что земля ещё не просохла, а южане так основательно окопались на берегах Рапидана, что никакая атака им не страшна. Несмотря на это 5 февраля Халлек приказал Седжвику оказать содействие Батлеру. Седжвик нехотя подчинился, хотя и предупредил, что предлагаемая демонстрация только осложнит будущие наступления. В частном разговоре он назвал всю эту затею ребячеством.
Адъютант генерала Джорджа Мида, Теодор Лиман, писал, что начальник штаба, генерал Хэмфрис показал ему переписку Батлера с Халеком. В этой переписке Батлер просил усилений для его отряда, но Седжвик сказал, что может выделить только две или три бригады. На просьбу о демонстрации Седжвик ответил, что за такие короткие сроки нельзя организовать ничего серьёзного, но Батлер просил предпринять хоть что-нибудь, в любом масштабе.
Действуя наспех и без подготовки, Седжвик отправил кавалерию Килпатрика для демонстрации у брода Майн-Форд, кавалерию Мерритта отправил для демонстрации у брода Бернеттс-Форд, I корпус был направлен к переправе Ракун-Форд (слишком сильно укреплённый для серьёзного наступления), а II корпус должен был наступать на главном направлении через Мортонс-Форд. Идти пришлось под дождём, по размокшим дорогам, по колено в грязи. Лиман писал, что от штаба до реки было 10 миль, но можно сказать, что все 50, учитывая их состояние.

## Сражение
6 февраля II корпус вышел к переправе в 09:30 и обнаружил у реки только цепь пикетов противника. Бригадный генерал Александр Хейс, который командовал 3-й дивизией корпуса, послал вперёд 300 человек из бригады Джошуа Оуэна; они быстро и без потерь ликвидировали пикеты, захватив в плен примерно 30 человек из Бригады каменной стены. Тогда вся бригада Оуэна перешла реку. Бригада состояла из четырёх полков: 39-го, 111-го, 125-го и 126-го Нью-Йоркских, которые некогда попали в плен при Харперс-Ферри; 126-й полк был развёрнут в стрелковую цепь.
В то утро южане как раз производили ротацию частей у переправы: одна бригада ушла с позиции, а вторая (бригада Стюарта) ещё не пришла на замену. Никто не ожидал, что северяне начнут атаку в зимний сезон. Когда была поднята тревога, федеральная бригада уже перешла реку, вторая переправлялась, а третья была наготове на северной стороне реки. Генерал-лейтенант Ричард Юэлл прискакал из своего штаба в доме Мортон-Холл; он появился на позиции батареи Richmond Howitzers, чтобы узнать, что происходит. Разобравшись с ситуацией, он крикнул: «Парни, держите их минут десять, а я приведу достаточно людей, чтобы сожрать их — без соли!». Через некоторое время к батарее подошли две бригады: та, что покидала посты у брода и бригада Стюарта. С этого момента положение дивизии Хейса осложнилась. Первая волна наступающих залегла под плотным огнём, а подходящие части оказались под обстрелом с трёх сторон: высокие холмы окружали переправу амфитеатром. Северянам удалось захватить небольшой кирпичный дом, но продвинуться дальше они не могли. Теперь встал вопрос о том, получится ли покинуть эту позицию.
II корпус Потомакской армии в ту зиму временно находился под командованием генерала Говернора Уоррена (замещавшего раненого Хэнкока), но в те дни он заболел, поэтому утром 6 февраля корпусом командовал Джон Колдуэлл. Но уже в полдень 6 февраля Уоррен лично явился со штабом на поле боя и проследовал к захваченному зданию, чтобы изучить обстановку. Южане заметили эту группу офицеров и сразу же открыли по ним артиллерийский огонь. Ему чудом удалось спастись и отойти за реку. На закате южане атаковали здание и захватили его, а северяне отступили в соседнее деревянное здание. Бой у зданий тянулся до наступления темноты. Ночью образовался густой туман, и под его прикрытием федеральные военные отошли за реку.
Лиман вспоминал, что звуки боя были услышаны в штабе в 10:30, но только в 15:00 генерал Хэмфрис решил отправиться на поле боя, и на дорогу у него ушло два часа. Они застали дивизию уже на другом берегу и Уоррена уже там. Бой затих и Хэмфрис решил перейти реку, но без крупного эскорта. Он взят трёх человек. По пути они встретили Уоррена, который возвращался с передовой позиции, и он поехал вместе с ними. Именно в этот момент Хэмфрис с Уорреном попали под обстрел. Когда они вернулись на южный берег, уже стемнело и сгущался туман. Возвращаться в штаб пришлось целых три часа в свете фонаря.

## Последствия
Бригадный генерал Александр Хейс вёл себя очень странно во время боя. Он кричал, свистел, улюлюкал, смеялся над тем, как его люди вязнут в грязи. Пошли слухи о том, что он был пьян. Но все свидетельства такого рода дали рядовые 14-го Коннектикутского полка, который оказался в самом трудном положении, понёс большие потери и имел основания быть недовольным Хейсом. Другие свидетели не подтвердили обвинений. Сам Хейс утверждал, что смог бы взять укрепления противника, если бы в бой был введён весь II корпус.
Федеральная армия в этом сражении потеряла 252 человека: 11 убитыми, 204 ранеными и 40 пропавшими без вести. Корпус Юэлла потерял всего 79 человек: 2 убитыми, 20 ранеными и 55 пропавшими без вести. Для федеральной армии эти потери оказались бессмысленными, поскольку генерал Батлер отменил свой рейд на Ричмонд. Уоррен писал жене, что положил на поле боя 200 человек, чтобы помочь этому дураку, и что его мнение о военным талантах Батлера невозможно выразить приличными словами.
Исследователь Гордон Реа писал, что бои у Мортонс-Форд едва ли можно назвать сражением. В сравнение с последующими потерями в боях Оверлендской кампании это столкновение больше напоминает перестрелку. Но оно имело важные стратегические последствия: южане были обеспокоены внезапной атакой и дополнительно усилили свои укрепления. Федеральные наблюдатели видели, как на южной берегу реки появляются всё новые и новые артиллерийские позиции. Теперь все мысли о возможности фронтальной атаки этих укреплений были отброшены. Когда наступила весна и земля просохла, федеральное командование стало думать о том, как обойти эти укрепления и выманить противника на более удобную местность, и в итоге наступление, начатое 4 мая, привело к сражению в Глуши.